# 睡眠火車球館
睡眠火車球館是一座位於美国加里福尼亞州萨克拉门托的室內體育館，體育館為美國國家籃球協會（NBA）萨克拉门托國王的舊主場。
睡眠火車球館原名亞可球館（ARCO Arena），2011–2012年稱為動力平衡球館（Power Balance Pavilion），2012後更為現名，由床墊零售商「睡眠火車」冠名贊助。

## 外部連結
- （英文）Sleep Train 體育館官方網站